# Neue deutsche literatur
Die Neue Deutsche Literatur (NDL), später neue deutsche literatur (ndl), war eine zwischen 1952 und 2004 erschienene Literaturzeitschrift, die zusammen mit Sinn und Form eine der wichtigsten Zeitschriften dieser Art in der DDR war.

## Geschichte

### 1952–1989
Gegründet wurde die Neue Deutsche Literatur vom Deutschen Schriftstellerverband (DSV), der sie erstmals im November 1952 als Sonderheft und ab Januar 1953 im 1. Jahrgang monatlich herausgab. Gründungsherausgeber waren die Schriftsteller Willi Bredel und F. C. Weiskopf. Der Fokus lag auf DDR-Literatur, westdeutsche Texte durften nicht im krassen Widerspruch zur marxistisch-leninistischen Theorie stehen. Ähnlich wie Sinn und Form war auch die ndl von Auseinandersetzungen mit der Kulturpolitik der DDR gekennzeichnet:
- Im Mai 1953 veröffentlichte zum Beispiel Heinar Kipphardt das Gedicht Nocturno, woraufhin ihm „Formalismus“ vorgeworfen wurde. Im Dezemberheft desselben Jahres druckte die Redaktion eine selbstkritische Stellungnahme zu ihrer Arbeit.
- Als der Deutsche Schriftstellerverband 1973 in Schriftstellerverband der DDR umbenannt und auch eine Umbenennung der Zeitschrift erwogen wurde, plädierte Anna Seghers für den Beibehalt des Namens „ndl“.

Die Auflagenzahl, die zwischen 8.000 und 10.000 schwankte, erreichte Ende 1989 mit 11.500 ihren Höchstwert.
Interessant ist der Wandel der Einbandgestaltung der Hefte: Zunächst wurden der Titel und auch die Abkürzung groß geschrieben. Bei Fortführung der Abkürzung NDL lautete der Einbandtitel von 1964 bis 1966 neue deutsche literatur. 1967 wurden als Einbandtitel wieder Neue Deutsche Literatur und als Abkürzung ndl verwendet. Seit 1980 wurden Einbandtitel und Abkürzung durchgängig in Kleinschreibung verwendet.

### 1990–2004
Als Folge der Wiedervereinigung löste sich der Schriftstellerverband der DDR Ende 1990 auf. Neuer Träger wurde der Aufbau-Verlag, in dem die ndl bereits seit 1956 erschien. Nach dessen Privatisierung durch den Verleger Bernd F. Lunkewitz wurde die Zeitschrift zwar weitergeführt, aber die Zahl der jährlichen Ausgaben auf sechs halbiert. Im Laufe der 1990er Jahre ging auch die Auflage immer mehr zurück – zum Zeitpunkt des 50-jährigen Bestehens im Januar 2003 lag sie bei 3000 Exemplaren.
Mit einem Wechsel zum Verlag Schwartzkopff Buchwerke im Mai 2004 begann ein neuer Abschnitt in der Geschichte der ndl. Der Verlag ersetzte den bisherigen Untertitel „Zeitschrift für deutschsprachige Literatur“ durch „Zeitschrift für Literatur und Politik“ und unterstrich die inhaltliche Neuausrichtung mit einem auffälligen Layout, dem erstmaligen Abdruck von Bildern im Vierfarbdruck sowie einer Neuzählung der Ausgabennummern: Das Heft Nr. 555 präsentierte sich mit einer großen „1“ auf dem Cover. Fortan erschien die Zeitschrift wieder im monatlichen Rhythmus. Aber das veränderte Konzept hatte keinen Erfolg, und die Zahl der Abonnenten, zu denen insbesondere Bibliotheken zählten, sank auf rund 1000. Mit dem Heft Nr. „8“ im Dezember 2004 endete die Geschichte der ndl als Literaturzeitschrift.

### 2005
Im September 2005 erschien im Verlag Schwartzkopff Buchwerke eine knapp 380 Seiten umfassende Anthologie mit dem Titel small talk im holozän und dem – ausgeschriebenen – Untertitel neue deutsche literatur. Herausgeber war Jürgen Engler, der die ndl-Redaktion seit 1995 leitete. Geplant war eine jährliche Erscheinungsweise. Die Anthologie wollte sich wieder dem traditionellen Konzept der Zeitschrift annähern und verzichtet „bewusst“ auf den Abdruck fremdsprachiger Texte und Bilder.
Die 2004 für die ndl begründete monatliche Lesebühne für neue deutsche Literatur „Literatursalon am Kollwitzplatz“ im Berliner Theater O.N. (Zinnober) existiert jedoch bis heute; Gastgeber ist Martin Jankowski.